# Dickbettverfahren
Als Dickbettverfahren wird das Ansetzen bzw. Verlegen von Fliesen und Platten bezeichnet, wenn die Mörtelstärke an Wandflächen von 10 bis 20 mm, bei Fußbodenbelägen von 20 bis 30 mm und bei Rüttelböden 45 mm beträgt.   
Die Fachsprache wird ebenso für das Verlegen von Beton-, Natur- und Kunststeinplatten verwendet. 
Dickbett kennzeichnet die Auftragsstärke des verwendeten Ansetz- und Verlegemörtels. Die Verwendung dünnerer Mörtelstärken wird als Mittel- und Dünnbettverfahren bezeichnet. An senkrechten Flächen (z. B. Wandflächen) spricht man vom Ansetzen, auf waagerechten Flächen (z. B. Fußböden) vom Verlegen der Materialien. Die Dickbettverlegung ist die traditionelle Verlegemethode. Die Mittelbettverlegung ist eine spezifische Klebetechnik vorwiegend für Bodenflächen. 
Durch Verwendung einer gröberen Gesteinskörnung kann der Mörtel in einer ausreichenden Schichtstärke aufgebracht werden, um Unebenheiten im Untergrund auszugleichen. Indem die Platten in den frisch aufgebrachten Mörtel eingeklopft werden, können auch große Plattenformate verlegt werden, ohne dass Hohlstellen zwischen Kleberbett und Fliesenrückseite verbleiben.

## Verlegemörtel
Bei der Dickbettverlegung kann der Mörtel aus den Zuschlagsstoffen Sand und Splitt und dem Bindemittel Zement auf der Baustelle manuell hergestellt werden. Beim Mittel- und Dünnbettverfahren wird vorgemischter Mörtel verwendet, welcher meist in Pulverform in Säcken geliefert wird.
Durch die größere Auftragsstärke benötigt der Mörtel im Dickbettverfahren keine organischen Zusatzmittel, um ein Aufbrennen zu verhindern. 
Der Zementleim des Verlegemörtels kristallisiert in den Poren des Untergrundes und des Verlegematerials aus, wodurch bei geeigneten Untergründen eine kraftschlüssige Verbindung entsteht.  
Mörtel zur Mittel- und Dünnbettverlegung enthalten zusätzlich organische Bindemittel, die schneller aushärten, die Verarbeitung erleichtern und eine bessere Haftung auf glatten und wenig saugfähigen Materialien erzielen.

## Verlegung
Die Fliesen werden einzeln mit Mörtel an die Wand angerieben und angeklopft, bzw. am Boden in Bahnen oder einem mit der Setzlatte vorgezogenen Mörtelbett einzeln eingelegt und eingeklopft. Unebenheiten im Untergrund können dabei ausgeglichen werden. Bei größeren Unebenheiten ist vor dem Verlegen an Wandflächen ein rau abgezogener Ausgleichsputz bzw. an Bodenflächen ein Ausgleichsestrich aufzubringen.

## Verlegematerial
Für die Dickbettverlegung eignen sich vorwiegend mineralische Materialien mit normaler Saugfähigkeit.
Unter anderem um die Haltbarkeit von Belägen aus Materialien mit niedriger Wasseraufnahmefähigkeit (Feinsteinzeugfliesen, Glas, Kunststoffe und andere Materialien mit geringer Saugfähigkeit) zu erreichen bzw. zu verbessern, wurde das Mittel- und Dünnbettverfahren entwickelt. Beim Dünnbettverfahren wird der Mörtel mit definierter Schichtstärke auf einen ebenen Untergrund aufgekämmt. So entfällt das beim Dickbettverfahren notwendige Nivellieren der Oberfläche.